# Horst Afheldt
Horst Afheldt (* 10. Oktober 1924; † 7. März 2016) war ein deutscher Politologe und Publizist.

## Werdegang
Afheldt studierte zunächst Physik und Rechtswissenschaft in Hamburg. Nach einer Tätigkeit beim NDR war er von 1960 bis 1970 Geschäftsführer der Vereinigung Deutscher Wissenschaftler. Von 1970 bis 1980 war er Leiter der sicherheitspolitischen Arbeitsgruppe am Max-Planck-Institut zur Erforschung der Lebensbedingungen der wissenschaftlich-technischen Welt in Starnberg und führte nach seiner politikwissenschaftlichen Promotion zur Analyse der Sicherheitspolitik (1972) Projekte zu friedenspolitischen, ökologischen und ökonomischen Grundfragen durch.
Eines der wesentlichen Forschungsgebiete Afheldts war die Friedenspolitik angesichts des Wettrüstens im „Kalten Krieg“. Der Physiker und Philosoph Michael Drieschner erklärte in seinem Bericht über die Friedensarbeit von Carl Friedrich von Weizsäcker und Jürgen Habermas am Max-Planck-Institut zur Erforschung der Lebensbedingungen der wissenschaftlich-technischen Welt, dass
„[…] Afheldt in jahrzehntelanger Arbeit einer der wenigen wirklichen Experten auf dem Gebiet geworden war und gleichzeitig in seiner unkonventionellen und kreativen Denkweise, gerade in der Zusammenarbeit mit Weizsäcker, neue und wirklich überzeugende Gedanken entwickelte, an denen auch Militärfachleute der ganzen westlichen Welt nicht einfach vorbei konnten.“
In der weiteren Öffentlichkeit wurde Afheldt vor allem durch seine Sachbücher zum Themenbereich Sozialstaat sowie Sicherheits- und Friedenspolitik bekannt.

## Arbeitsgruppe Afheldt in der Max-Planck-Gesellschaft
Die Arbeitsgruppe Afheldt in der Max-Planck-Gesellschaft wurde mit Sitz in Starnberg nach der Auflösung des MPI zur Erforschung der Lebensbedingungen der wissenschaftlich-technischen Welt eingerichtet. Sie bearbeitete vor allem das Projekt „Stabilitätsorientierte Sicherheitspolitik“, das in Zusammenarbeit mit dem Physiker Hans-Peter Dürr (Direktor am damaligen Max-Planck-Institut für Physik und Astrophysik) und mit der Hochschule der Bundeswehr in Neubiberg und der Forschungsabteilung der Firma MBB durchgeführt wurde. Das Projekt wurde auch von der Deutschen Forschungsgemeinschaft gefördert. Die Arbeitsgruppe verfügte außer Afheldt über drei Mitarbeiter und einen Stipendiaten. Im Jahr 1988 wurde die Arbeitsgruppe durch den General a. D. Gerd Schmückle ergänzt. Die Arbeitsgruppe wurde zum 30. September 1989 mit der Pensionierung von Afheldt geschlossen; zuletzt bestand sie außer Afheldt aus vier Mitarbeitern und vier drittmittelbeschäftigten Mitarbeitern. Das Projekt „Stabilitätsorientierte Sicherheitspolitik“ wurde von Albrecht von Müller geleitet.

## Publikationen
- Wirtschaft, die arm macht. Vom Sozialstaat zur gespaltenen Gesellschaft, Verlag Antje Kunstmann, 2005, ISBN 978-3-88897-385-7
- Wohlstand für niemand? Rowohlt Verlag, 1997, ISBN 978-3-499-60472-0 (weitere Auflage: Wohlstand für niemand? Die Marktwirtschaft entläßt ihre Kinder, Verlag Antje Kunstmann, 1999, ISBN 978-3-88897-085-6)
- Atomkrieg. Das Verhängnis einer Politik mit militärischen Mitteln, Deutscher Taschenbuch Verlag, 1990, ISBN 978-3-423-10696-2
- Der Konsens: Argumente für die Politik der Wiedervereinigung Europas, Nomos Verlag, 1989, ISBN 978-3-7890-1885-5
- Defensive Verteidigung, Reinbek bei Hamburg: Rowohlt 1986 (zweite Auflage, erste Auflage 1983), ISBN 978-3-499-15345-7
- Verteidigung und Frieden. Politik mit militärischen Mitteln, Hanser Verlag, 1976, ISBN 978-3-446-12301-4 (weitere Auflage: 1982, Deutscher Taschenbuch Verlag, ISBN 978-3-423-01453-3)